# Lista över sommarpratare under 2010-talet
Kronologisk lista över personer som varit Yle Vegas sommarpratare under 2010-talet.            
Se även Lista över sommarpratare under 2020-talet.            

## Sommar 2011[1]
- 20 juni – Lauri Kivinen, företagsledare[2]
- 21 juni – Nina Lassander, artist[3]
- 22 juni – Jens Finnäs, journalist[4]
- 23 juni – Maria Wetterstrand, politiker[5]
- 24 juni – Lars Rosenblad, kommunikationsföretagare[6]
- 27 juni – Lisen Sundqvist, förlagsredaktör[7]
- 28 juni – Alf Rehn, professor[8]
- 29 juni – Antonia Ringbom, illustratör[9]
- 30 juni – Björn Vikström, präst
- 1 juli – Maarit Feldt-Ranta, politiker
- 4 juli – Riko Eklundh, skådespelare
- 5 juli – Sunniva Strömnes [10]
- 6 juli – Ronny Holmqvist
- 7 juli – Anu Koivunen
- 8 juli – Tommy Pohjola
- 11 juli – Sabine Forsblom
- 12 juli – Ole Norrback
- 13 juli – Solja Krapu
- 14 juli – Axel Ehnström
- 15 juli – Nina Fellman
- 18 juli – Max Michelsson
- 19 juli – Ylva Ekblad
- 20 juli – Björn Sundell
- 21 juli – Jenny Sanner Roosqvist
- 22 juli – Lasse Eriksson
- 25 juli – Åsa Salvesen
- 26 juli – Kalle Svedjebäck
- 27 juli – Malin Wikström
- 28 juli – Michael Hornborg
- 29 juli – Marina Meinander
- 1 augusti – Michael Käld
- 2 augusti – Päivi Storgård
- 3 augusti – Alfons Röblom
- 4 augusti – Ulla-Maj Wideroos
- 5 augusti – Anders Helenius
- 8 augusti – Harriet Abrahamsson
- 9 augusti – Paavo Arhinmäki
- 10 augusti – Anna Hultin
- 11 augusti – Kristian Kurki
- 12 augusti – Anna Moring

## Sommar 2012[11]
- 18 juni – Pekka Haavisto
- 19 juni – Pernilla Karlsson
- 20 juni – Lars Huldén
- 21 juni – Petronella Wester
- 22 juni – Marco Bjurström
- 25 juni – Karin Hautamäki
- 26 juni – Patrick Degerman
- 27 juni – Marit af Björkesten
- 28 juni – Mikko Sipola
- 29 juni – Charlotta Björklöf
- 2 juli – Staffan Kurtén
- 3 juli – Sigga-Marja Magga
- 4 juli – Joachim Thibblin
- 5 juli – Mia Aitokari
- 6 juli – Johan Kullas
- 9 juli – Hilkka Olkinuora
- 10 juli – Monica Groop
- 11 juli – Maylis Spiik
- 12 juli – Kalle Ulff
- 13 juli – Sonja Ahlfors
- 16 juli – Stefan Wallin
- 17 juli – Anna Dammert
- 18 juli – Bo Kronqvist
- 19 juli – Frida Andersson
- 20 juli – Ted Forsström
- 23 juli – Barbro Sundback
- 24 juli – Alexander Högström
- 25 juli – Lisbeth Staffans
- 26 juli – Tom Paxal
- 27 juli – Camilla Lindén
- 30 juli – Gustav Djupsjöbacka
- 31 juli – Ebba Witt-Brattström
- 1 augusti – Håkan Wahlman
- 2 augusti – Mikaela Strömberg-Schalin
- 3 augusti – Martin Estlander
- 6 augusti – Åsa Bengtsson
- 7 augusti – Andreas von Weissenberg
- 8 augusti – Annika Nyberg Frankenhaeuser
- 9 augusti – Jonas Wilén
- 10 augusti – Anne Hietanen

## Sommar 2013[12]
- 17 juni – Kasper Strömman, årets grafiker
- 18 juni – Margaretha Wildtgrube, pensionerad luciakoordinator
- 19 juni – Thomas Elfgren, kriminalöverkommissarie
- 20 juni – Baba Lybeck, programledare
- 21 juni – Robert Paulig, kaffevetare och företagare
- 24 juni – Fredi Lilius, ståuppkomiker
- 25 juni – Silvia Modig, riksdagsledamot
- 26 juni – Sixten Boström, fotbollstränare
- 27 juni – Tarja Halonen, president
- 28 juni – Walter Wolff, musiker
- 1 juli – Stina Ekblad, skådespelare
- 2 juli – Kaj Kunnas, sportjournalist
- 3 juli – Christel Rönns, författare och illustratör
- 4 juli – Bjarne Kallis, partipolitiker
- 5 juli – Frida Lindholm, programledare
- 8 juli – Micke Paqvalén, företagare
- 9 juli – Caroline af Ugglas, artist och sommarålänning
- 10 juli – Kjell Sundström, skattmästare, stiftelsen för ÅA
- 11 juli – Petra Theman, diplomat
- 12 juli – Tuomas Enbuske, journalist och twittrare
- 15 juli – Lisbeth Zittra, speciallärare och lyssnarnas sommarpratare
- 16 juli – Oskar Pöysti, skådespelare
- 17 juli – Micaela Röman, chefredaktör och fosterbarnsmamma
- 18 juli – Stefan Lindfors, tusenkonstnär
- 19 juli – Monika Fagerholm, författare
- 22 juli – Jacob Söderman, politiker
- 23 juli – Emma Audas, präst
- 24 juli – Maria Normann, kriminolog
- 25 juli – Outi Hovatta, stamcellsforskare
- 26 juli – Peter al Fakir, journalist
- 29 juli – Katarina Gäddnäs, författare
- 30 juli – Claes Olsson, regissör
- 31 juli – Susanna Alakoski, författare
- 1 augusti – Paula Salovaara, redaktionschef
- 2 augusti – Linn Jung, bloggare
- 5 augusti – Juhani Seppänen, programledare
- 6 augusti – Anne Berner, företagare
- 7 augusti – Stefan Bremer, fotograf
- 8 augusti – Neppe Pettersson, berättare
- 9 augusti – Birgitta Ulfsson, skådespelare

## Sommar 2014[13]
- 23 juni – Elisabeth Rehn, hedersdoktor och tidigare försvarsminister
- 24 juni – Christoffer Strandberg, komiker och skådespelare
- 25 juni – Fredrik Smulter, världsmästare i bänkpress
- 26 juni – Janette Grönfors, projektkoordinator på Röda Korset
- 27 juni – Niklas Rosström, nöjesproducent och musiker
- 30 juni – Mirjam Kalland, generalsekreterare för Mannerheims barnskyddsförbund
- 1 juli – Oscar Ohlis, politiker, ordförande för Regnbågsankan
- 2 juli – Annica Cleo, musiker och producent, röstbrukare
- 3 juli – Andreas Romar, utförsåkare
- 4 juli – Herman Lindqvist, populärhistoriker, författare, journalist
- 7 juli – Amanda Sundell, företagare och Östersjökämpe
- 8 juli – Kjell Westö, prisbelönt författare (samproduktion med SR)
- 9 juli – Mia Ehrnrooth, skådespelare, modell, bloggerska
- 10 juli – Mark Levengood, programledare och journalist, jubilar
- 11 juli – Marja Rak, designer
- 14 juli – Jeanette Björkqvist, journalist på Hufvudstadsbladet, författare
- 15 juli – Jan Sundberg, professor i allmän statslära
- 16 juli – Mari Koli, förlagschef på Schildts och Söderströms
- 17 juli – Wille Wilenius, företagare inom kommunikation
- 18 juli – Ulrika Bengts, film- och teaterregissör
- 21 juli – Anne Bjaerre, familjearbetare, lyssnarnas sommarpratare 2014
- 22 juli – Mathias Rosenlund, författare
- 23 juli – Mia Hafrén, sångartist, skådespelare
- 24 juli – Mikael Backman, tidigare VD för Viking Line
- 25 juli – Kerstin Kronvall, journalist, rysslandskorrespondent
- 28 juli – Marcus Birro, författare, poet, skribent, bloggare, kolumnist
- 29 juli – Katarina Rejman, Doktor i pedagogik vid Åbo Akademi
- 30 juli – Torbjörn Kevin, tidigare chefredaktör på ÅU
- 31 juli – Wivan Nygård-Fagerudd, operasångerska och journalist
- 1 augusti – Philip Teir, författare, tidigare kulturchef på Hbl
- 4 augusti – Axel Åhman, komiker
- 5 augusti – Heidi Hautala, politiker
- 6 augusti – Hjallis Harkimo, affärsman
- 7 augusti – Linda Lampenius, violinist
- 8 augusti – Sophia Jansson, affärskvinna
- 11 augusti – Lasse Redrama Mellberg, rapartist
- 12 augusti – Tove Appelgren, författare
- 13 augusti – Tapani Brotherus, f.d. ambassadör i Chile
- 14 augusti – Dome Karukoski, filmregissör
- 15 augusti – Tiina Rosenberg, genusvetare, rektor för konstuniversitetet i Helsingfors

## Sommar 2015[14]
- 22 juni – Elin Blom artist, popsångare
- 23 juni – Fredrik Karlström, Ålands näringsminister, företagare, helikopterförare
- 24 juni – Tomas Höglund, musiklärare, artist
- 25 juni – Maria Turtschaninoff, författare, Finlandia Junior-pristagare 2014
- 26 juni – Henrik Othman, biträdande chefredaktör på ÖT
- 29 juni – Gunvor Brettschneider, rektor, politiker, Årets Fredrika 2014
- 30 juni – Erik Riska, ishockeyspelare
- 1 juli – Jeanette Östman, journalist
- 2 juli – Peter Sandström, författare, kandidat för Nordiska Rådets litteraturpris 2015
- 3 juli – Nina Ignatius, företagare
- 6 juli – Camilla Back, fitnessmästare
- 7 juli – Charles Plogman, schlagerkung, musikartist
- 8 juli – Anna Rotkirch, familjeforskare
- 9 juli – Calle Hård, journalist, författare
- 10 juli – Sarah Nedergård, musikalartist
- 13 juli – Christian Sundgren, ex-ordförande för Reportrar utan gränser, journalist
- 14 juli – Ann-Luise Bertell, teaterchef i Vasa
- 15 juli –  Minna Leigh, lärare, lyssnarnas sommarpratare 2015
- 16 juli – Basse Nyberg, serietecknare, IT-konsult
- 17 juli – Sandra Eriksson, hinderlöpare
- 20 juli – Jonathan Granbacka, tv-personlighet
- 21 juli – Hanna Grandell, erfarenhetstalare
- 22 juli – Karin Lindroos, företagare, fotograf, informatör
- 23 juli – Kari Lumikero, journalist
- 24 juli – Jutta Zilliacus, journalist, ex-riksdagsledamot, aktiv pensionär
- 27 juli – Ilkka Lipsanen, (Danny),  musikråd, artist, företagare
- 28 juli – Maria Antman, scenograf, politiker
- 29 juli – Lotta Storbacka, gymnasist, lyssnarnas sommarpratare 2015
- 30 juli – Lars Sund, författare
- 31 juli – Mårten Boström, långdistanslöpare, orienterare, världsmästare
- 3 augusti – Peter Vesterbacka, företagare
- 4 augusti – Patricia Rodas, fotograf, konstnär
- 5 augusti – Jan Otto Andersson, professor, nationalekonom
- 6 augusti – Maria Österåker, författare, bloggare
- 7 augusti – Alfred Backa, komiker
- 10 augusti – Asko Sarkola, teaterchef i Helsingfors
- 11 augusti – Johanni Larjanko, bloggare, informatör
- 12 augusti – Sonja Kurtén-Vartio, fångvårdsexpert, lärare, människorättsrapportör
- 13 augusti – Irene Länsman, journalist, radio- och tv-programledare
- 14 augusti – Jari Sillanpää, tango-, pop- och schlagerartist

## Sommar 2016[15]
- 27 juni – M.A. Numminen, artist och författare
- 28 juni – Malena Björndahl, (Malenami) bloggdrottning
- 29 juni – Sixten Korkman, professor emeritus
- 30 juni – Jessica Stolzmann, utrikesredaktör
- 1 juli –  Li Andersson, blivande ordförande för VF
- 4 juli – Ulla-Maj Wideroos, tidigare minister
- 5 juli – Thomas Lundin, programledare
- 6 juli – Julien Hueber, mästerkock
- 7 juli – Mattias Björkas, artist
- 8 juli – Sabine Forsblom, författare
- 11 juli – Heidi Schauman, chefsekonom
- 12 juli – Petteri Väänänen, kommunikationskonsult
- 13 juli – Miapetra Kumpula-Natri, europaparlamentariker
- 14 juli – Johan Tollgerdt, utrikesredaktör
- 15 juli – Anneli Heikkilä-Nordmyr, företagare, kock och lyssnarnas sommarpratare
- 18 juli – Carl Haglund, tidigare minister
- 19 juli –  Anna-Maria Helsing, dirigent
- 20 juli – Robert Helenius, tungviktsboxare
- 21 juli –  Nora Hämäläinen, docent i filosofi
- 22 juli – Pirkko Mannola, skådespelerska
- 25 juli – Carola Sarén, skådespelare
- 26 juli – Malin Sund, professor i kirurgi
- 27 juli – Christoph Treier, motivationscoach
- 28 juli – Robert Aschberg, programledare
- 29 juli – Kati Outinen, skådespelare
- 1 augusti – Fritz Jakobsson, konstnär
- 2 augusti – Robert Hagnäs, musiker
- 3 augusti – Mikaela Sonck, tv-producent
- 4 augusti – Camilla Richardsson, medeldistanslöpare
- 5 augusti – Fred Forsell, krönikör
- 8 augusti – Peter Sunde Kolmisoppi, internetaktivist, piratebay-grundare
- 9 augusti – Sofia Häggman, egyptolog
- 10 augusti – Barbro Teir, tidigare vd för KSF Media
- 11 augusti – Reband Xoshnaw, kurdisk journalist
- 12 augusti – Jörn Donner, författare
- 15 augusti – Aslak Paltto, samisk journalist
- 16 augusti – Hannah Kaihovirta, forskare och konstnär
- 17 augusti – Håkan Omars, regionombudsman
- 18 augusti – Mari Tikkanen, egenföretagare
- 19 augusti – Simon Zion, artist

## Sommar 2017[16]
- 26 juni – Arja Saijonmaa, artist, brobyggare
- 27 juni – Ellen Strömberg, årets bloggerska
- 28 juni – Christian Sandström, teaterchef
- 29 juni – Saska Saarikoski, journalist och författare
- 30 juni – Ella Grüssner Cromwell Morgan, smakentreprenör
- 3 juli – André Linman, rockmusiker
- 4 juli – Helena Ranta, rättsodontolog
- 5 juli – Marcus Groth, skådespelare, gestaltterapeut
- 6 juli – Linnea Skog, skådespelare, jussivinnare
- 7 juli – Jan-Erik Andelin, ledarskribent
- 10 juli – Eva-Stina Byggmästar, poet
- 11 juli – Stefan Ingves, riksbankschef i Sverige
- 12 juli – Marianne Miettinen, fotbollstränare
- 13 juli – Staffan Bruun, författare och journalist
- 14 juli – Siv Fagerlund, socialarbetare, lyssnarnas sommarpratare 2017
- 17 juli – Peter Hägerstrand, musiker
- 18 juli – Malin Kivelä, författare
- 19 juli – Erik Bonsdorff, årets professor
- 20 juli – Minna Salami, feminist, bloggare
- 21 juli – Lars Losvik, vuxenpedagog, föreläsare
- 24 juli – Maria Ehrnström-Fuentes, doktor i samhällsansvar
- 25 juli – Eivor Andersson, näringslivstopp
- 26 juli –  Andy McCoy, artist
- 27 juli –  Lina Teir, opinionsbildare
- 28 juli – Dick Idman, skådespelare
- 31 juli – Ruben Stiller, programledare, journalist
- 1 augusti – Merete Mazzarella, författare
- 2 augusti – Ilkka Herlin, östersjöbeskyddare
- 3 augusti – Petra Laiti, kulturaktivist
- 4 augusti – Conny Karlsson, tidigare kulstötare
- 7 augusti – Janne Strang, journalist, företagare
- 8 augusti – Elina Pirjatanniemi, professor
- 9 augusti – Pasi Mustonen, hockeytränare
- 10 augusti – Celina Alshareef, försäkringsjurist från Aleppo
- 11 augusti – Isa Stenberg, pensionerad teaterchef
- 14 augusti – Marcus Sandell, alpinåkare
- 15 augusti – Johannes Ekholm, författare
- 16 augusti – Yrsa Grüne, journalist
- 17 augusti – Patrik Hagman, teolog och författare
- 18 augusti – Lill Lindfors, artist

## Sommar 2018[17]
- 25 juni – Maria Sid, skådespelare, regissör
- 26 juni – Michael Björklund, kändiskock
- 27 juni – Leif Jakobsson, avgående kulturfondsdirektör
- 28 juni – Alexis Stenfors, skandalmäklare, lektor
- 29 juni – Josefin Sonck, stand up-komiker, skådespelare
- 2 juli – Pontus Dahlström, Michelinkrögare, sommelier
- 3 juli – Camilla Lindberg, författare, kulturjournalist
- 4 juli – Patrick Tiainen, fd frikyrkopastor
- 5 juli – Sara Soulié, skådespelare
- 6 juli – Ann-Christine Nyström-Silén, Finlands första rocksångerska
- 9 juli – Hassan Zubier, hjälten från Åbo salutorg
- 10 juli – Rafael Donner, författare, chefredaktör
- 11 juli – Karin Erlandsson, författare, journalist
- 12 juli – Nils Torvalds, Europa-parlamentariker
- 13 juli – Tika Sevón Liljegren, X-Factorvinnare
- 16 juli – Pekka Strang, skådespelare
- 17 juli – Gunvor Kronman, styrelseproffs, VD
- 18 juli – Adam Guarnieri, föreläsare i transfrågor
- 19 juli – Sofia Torvalds & Erik Wahlström, författare, journalister
- 20 juli – Sture Lindholm, författare, historielärare
- 23 juli – Fredrik Lundén, Isac Elliots pappa, speciallärare
- 24 juli – Johanna Holmström, författare
- 25 juli – Johan Åminne, lyssnarnas sommarpratare, företagare
- 26 juli – Lilli Sukula-Lindblom, skådespelare, projektledare
- 27 juli – Mimosa Willamo, filmstjärna
- 30 juli – Janina Orlov, prisbelönt översättare
- 31 juli – Mikael Runeberg, fd kriminalpolis
- 1 augusti – Marianne Saarikko Janson, företagare, jurist
- 2 augusti – Katrin Sjögren, lantråd på Åland
- 3 augusti – Sean Bergenheim, ishockeyspelare
- 6 augusti – Heli Vaaranen, fd fotomodell, direktör
- 7 augusti – Åsa Palviainen, professor
- 8 augusti – Bruce Oreck, företagare, fd ambassadör
- 9 augusti – Sinéad Obrey, poet
- 10 augusti – Alf Rehn, professor
- 13 augusti – Sirpa Kähkönen, författare
- 14 augusti – Olavi Lindén, industriformgivare, instrumentdesigner
- 15 augusti – Sawandi Groskind, filmregissör
- 16 augusti – Michelle Karvinen, ishockeyspelare
- 17 augusti – Maarit Feldt-Ranta, riksdagsledamot

## Sommar 2019[18]
- 24 juni – Thomas Enroth, kompositör och musiker
- 25 juni –  Linda Sällström, fotbollsstjärna
- 26 juni – Michael Franck, dokumentarist och företagare
- 27 juni – Pelle Heikkilä, skådespelare
- 28 juni – Anna-Maja Henriksson, partiordförande, justitieminister
- 1 juli –  Jenny Carlstedt, mezzosopran
- 2 juli – Jucci Hellström, personlig tränare och hunk
- 3 juli –  Maarit Feldt-Ranta, politiker
- 4 juli –  Björn Vikström, biskop
- 5 juli – Janina Fry, modell och företagare
- 8 juli –  Mats Holmqvist, ekobonde och skådespelare
- 9 juli – Nora Rosendahl, entreprenör och forskare
- 10 juli –  Mårten Svartström, programledare på Efter Nio
- 11 juli – Bicca Olin, ordf. för Regnsbågsankan och FSS
- 12 juli –  Kurre Westerlund, företagare och artist
- 15 juli –  Britta Lindblom, flyktingräddaren från Kos
- 16 juli –  Kristoffer Wiik, friluftsentusiast
- 17 juli –  David Björkström, lyssnarnas sommarpratare
- 18 juli –  Ulla Klötzer, fredsaktivist och miljökämpe
- 19 juli –  Nico Rönnberg, handbollsproffs
- 22 juli –  Stefan Vikström, pilot och pappa
- 23 juli –  Tuva Korsström, författare och kulturjournalist
- 24 juli –  Elin Sandholm, designer och företagare
- 25 juli –  Patrik Jern, sexualforskare
- 26 juli –  Eva Frantz, författare och journalist
- 29 juli –  Johan Kvarnström, riksdagsledamot
- 30 juli –  Ebba Witt-Brattström, professor och författare
- 31 juli –  Jonas Wilén, bildkonstnär
- 1 augusti –  Moira von Wright, Åbo Akademis nya rektor
- 2 augusti –  Siri Fagerudd, skådespelare
- 5 augusti –  Ulla-Britt Boström, skådespelare
- 6 augusti –  Vicky O'Neon, trumslagare
- 7 augusti –  Kjell Skoglund, VD för Finsk-svenska handelskammaren
- 8 augusti –  Maarit Tyrkkö, journalist och författare
- 9 augusti –  Ville Pusa, artist och låtskrivare
- 12 augusti –  Katarina Gäddnäs, sjukhuspräst, författare
- 13 augusti –  Dick Harrison, historiker och författare
- 14 augusti –  Aino Luoma, triathlet och läkare
- 15 augusti –  Rosanna Fellman, poet
- 16 augusti –  Karri "Paleface" Miettinen, artist